# Kleinsporige braakrussula
De kleinsporige braakrussula (Russula silvestris) is een van de vele roodkleurige Russula-soorten. Hij komt voor in loofbos en vormt ectomycorrhiza met den, kastanje, soms spar, beuk en eik. Microscopisch onderzoek is noodzakelijk om deze soort met zekerheid te onderscheiden van de grootsporige braakrussula (Russula emetica).

## Kenmerken

### Uiterlijke kenmerken
Hoed
De kleinsporige braakrussula hebben een relatief klein, fragiel vruchtlichaam. De zeer broze en fragiele hoed is ongeveer 3 tot 6 cm breed. Als hij jong is, is zijn hoed halfbolvormig, later convex tot afgeplat, en op oudere leeftijd is hij vaak licht ingezakt in het midden en golvend aan de rand. De hoeden van jonge vruchtlichamen zijn levendig karmozijnrood tot kersenrood, ook oranjerood in het midden, maar vervagen al snel tot roze tinten of bijna wit. De huid van de hoed, die glimt als hij jong is en/of vettig als hij nat is, kan tot twee derde of zelfs bijna volledig worden verwijderd. Als het droog is, is het vrij mat. Het vlees onder de hoed is wit. Als de vruchtlichamen rijp zijn, is de rand van de hoed over ongeveer één derde van de straallengte gekarteld tot licht gegroefd.
Lamellen
De lamellen, die op oudere leeftijd vrij ver weg staan, zijn nauwelijks gevorkt, zeer bolvormig en rond of smal aan de steel. Ze zijn wit met een vage blauwgroene tint.
Steel
De witte steel is 3-5 (-7) cm lang en 0,5-1,3 cm breed. Het is gemakkelijk te verpletteren en erg kwetsbaar. Naar de basis toe kan de steel met het ouder worden oker tot gelig worden.
Geur en smaak
Het broze, witte vruchtvlees heeft een vage maar kenmerkende kokosgeur. Het smaakt erg scherp, maar vaak pas na een paar seconden. Met ijzersulfaat kleurt het vruchtvlees lichtroze, met guajak reageert het zeer langzaam naar zwak grijsgroen tot licht blauw (Kibby).
Sporenprint
De sporenprint is zuiver wit (Ia volgens Romagnesi)

### Microscopische kenmerken
De sporen  zijn afgerond tot breed elliptisch, 7-9,7 µm lang en 6,5-8,2 µm breed en dragen verre, sterke, meestal meer dan 1 µm hoge stekels, die meestal fijn netvormig zijn, maar op sommige plaatsen slechts vaag verbonden. De basidia zijn 30-50 µm lang en 10-12 µm breed en hebben elk 4 sterigmata. De cheilocystidia zijn 35-60 µm lang en 6-9 µm breed. Ze zijn spoelvormig en aan de punt gedeeltelijk aangehecht, dat wil zeggen voorzien van een klein aanhangsel. De pleurocystidia zijn 58-110 lang en 10-12 µm breed, clavate of afgerond en meestal appendiculair of kopvormig of toegespitst aan de punt. Alle cystidia zijn talrijk en kleuren met sulfovanilline.
De smalle celuiteinden van de hyfen zijn 1,5–3 µm breed, eenvoudig gesepteerd, zelden vertakt en vaak versmald aan de punt en soms golvend kronkelig. De wanden van de hyfen zijn verstijfseld, daartussen bevinden zich de 6–10 µm brede en meestal clavate pileocystidia, die ook kleuren met sulfovanilline of sulfobenzaldehyde. Ze zijn meestal één- tot viermaal gesepteerd. De buitenste cellen zijn vaak korter.

## Ecologie
De kleinsporige braakrussula komt meestal voor in open gemengde bossen van sparren en sparren, berken en eiken, maar ook in dennen- en sparrenbossen. Hij geeft de voorkeur aan droge tot slechts matig verse, goed geventileerde, zure, zand- of silicaatgronden die rijk zijn aan humus, die vaak bedekt zijn met een dikke laag naaldstrooisel. De schimmel wordt vaak aangetroffen tussen kussentjesmos (Leucobryum glaucum) of haarmos (Polytrichum). De vruchtlichamen verschijnen tussen juni en oktober.

## Verspreiding

Europees verpreidingsgebied

In Nederland komt hij algemeen voor. Hij staat niet op de rode lijst en is niet bedreigd.